# Expédition militaire britannique au Tibet
L'expédition militaire britannique au Tibet de 1903-1904 est une invasion du Tibet par un contingent de l'Armée des Indes britanniques, dont la mission était d'établir des relations diplomatiques et commerciales entre le Raj britannique et le toit du monde, et de devancer de supposées actions russes.
Au XIXe siècle, les Britanniques vainquent la Birmanie, le Bhoutan, et le Sikkim, occupant tout le flanc sud du Tibet, qui demeure la seule région de l'Himalaya libre de l'influence occidental. En outre, le gouvernement britannique tentait de traiter directement avec le Tibet malgré l'invasion chinoise du Tibet, bien que les efforts répétés visant à établir des relations et des liens commerciaux avec le Tibet eussent échoué. Le motif de l'expédition britannique au Tibet découle des ordres de Lord George Curzon, gouverneur général des Indes.
L'expédition devait étouffer une possible influence russe au Tibet. En avril 1903, les Britanniques reçoivent l'assurance claire du gouvernement russe qu'il n'avait pas d'intérêt au Tibet. « En dépit cependant des assurances russes, Lord Curzon continue de faire pression pour l'envoi d'une mission au Tibet », fait remarquer un haut responsable politique britannique. À partir de Kampa Dzong, l'expédition combattit jusqu'à Gyantsé et finalement prit Lhassa, au cœur du Tibet. Thubten Gyatso, le 13e dalaï-lama fuit d'abord en Mongolie et plus tard en Chine ; des centaines de Tibétains armés de vieillottes armes à chargement par la gueule et d'épées sont fauchés par des fusils modernes et des mitrailleuses Maxim. L'expédition contraignit les responsables tibétains locaux restants à signer la convention entre la Grande-Bretagne et le Tibet (1904). La mission fut reconnue en tant qu'expédition militaire par le gouvernement de l'Inde britannique, « qui émet une médaille de guerre pour elle. ».

## Cheminement vers la guerre
Les causes de la guerre demeurent obscures, et elles semblent avoir été provoquées essentiellement par des rumeurs qui circulaient parmi l'administration britannique se trouvant à Calcutta (Delhi n'étant pas la capitale avant 1911) indiquant que le gouvernement chinois (qui gouvernait nominalement le Tibet) planifiait de la donner aux Russes, fournissant ainsi à la Russie un accès direct aux Indes britanniques, brisant la chaîne des États tampon montagneux semi-indépendants qui séparent l'Inde de l'Empire russe au nord. Ces rumeurs ont été confortées par des faits, en l’occurrence l'exploration russe du Tibet. L'explorateur russe Gombojab Tsybikov était le premier photographe de Lhassa, y résidant de 1900 à 1901 avec l'aide du courtisan russe de Thubten Gyatso, Agvan Dorjiev.).

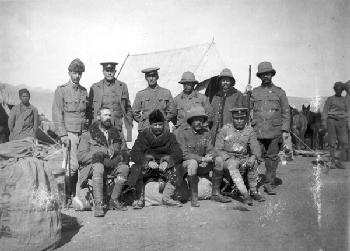
Francis Younghusband menant les forces britanniques à Lhassa en 1904.

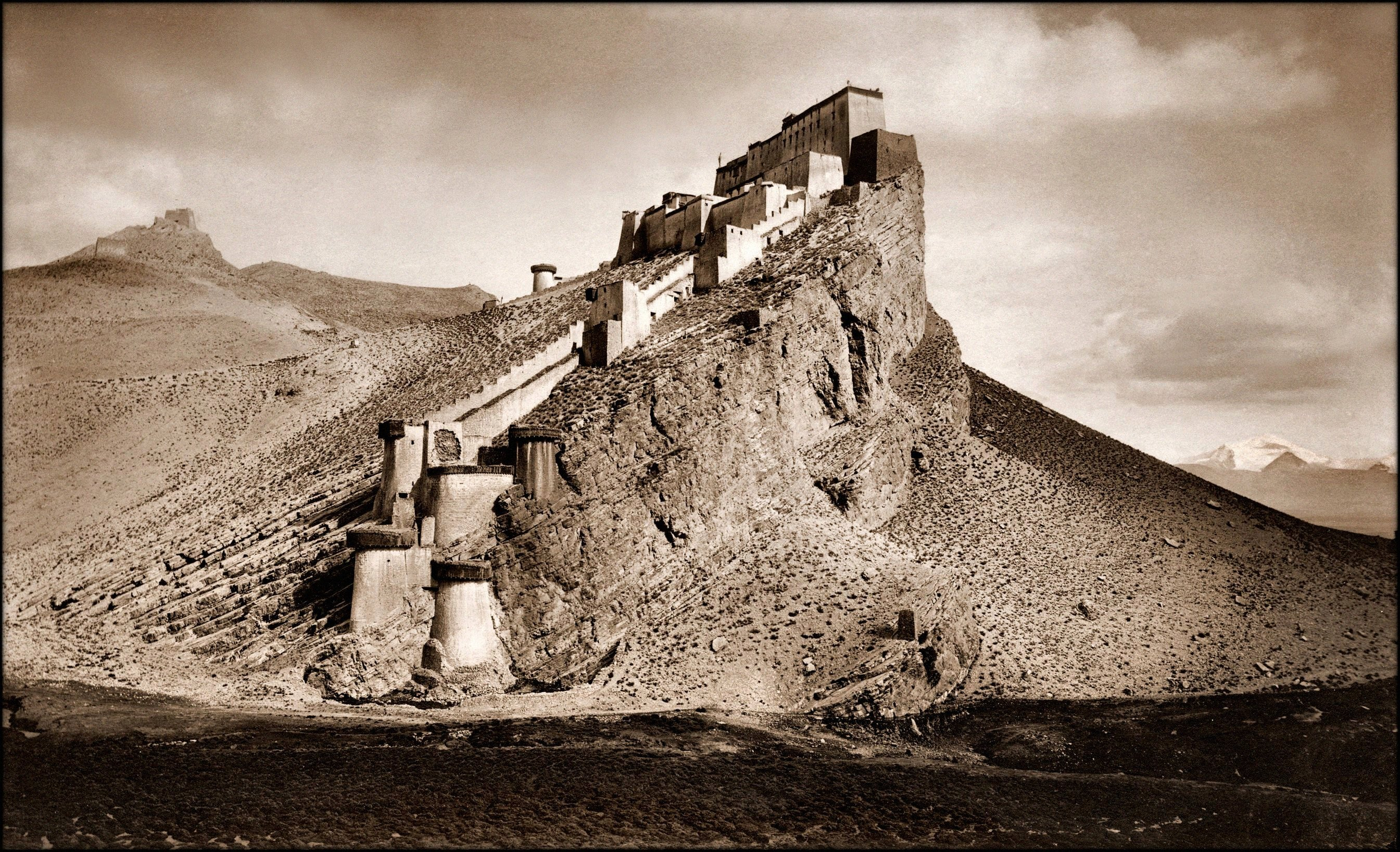
La forteresse de Kampa Dzong, photographiée par John C. White.

## Mission à Khampa Dzong
Compte tenu des rumeurs, le vice-roi, Lord Curzon, propose en 1903 au gouvernement chinois la tenue de  négociations à Khampa Dzong, petit village tibétain au nord de l'État indien du Sikkim, en vue d'établir des accords de non-agression et de commerce. En juin 1903, le lieutenant-colonel Francis Younghusband traverse le col de Nathu La avec cinq officiers et 500 soldats, pour les conduire jusqu'à Khampa Dzong. Les Chinois y sont disposés et ordonnent au 13e dalaï-lama d'y assister. Cependant Thubten Gyatso refuse et ne fournit pas de moyen de transport à Youtai, le commissaire impérial, ou amban, à Lhassa, pour s'y rendre. Les responsables n'étant pas arrivés, la petite troupe est rappelée au bout de cinq mois.

## Préparatifs de l'expédition militaire à Lhassa
De ce refus de toute négociation, Curzon conclut que la Chine n'a aucun pouvoir ni aucune autorité sur le gouvernement tibétain, et obtient l'autorisation de Londres pour déclencher une opération militaire sous le commandement de Francis Younghusband. Le 19 juillet 1903, ce dernier arrive à Gangtok, capitale du Sikkim, pour préparer cette opération. Une lettre du sous-secrétaire du gouvernement indien à Younghusband le 26 juillet 1903 déclare qu'« en cas de rencontre avec le dalaï-lama, le gouvernement indien vous autorise à lui donner l'assurance dont vous faites part dans votre lettre ».
Les Britanniques mettent quelques mois à préparer l'expédition. Celle-ci sera escortée de deux régiments de pionniers et d'une compagnie de sapeurs commandée par le général MacDonald. Les forces britanniques comptent plus de 3 000 combattants, accompagnés de 7 000 sherpas, porteurs et vivandiers. Les autorités britanniques, en prévision de la difficulté des combats à haute altitude, ont fait venir des soldats gurkhas et pachtounes des régions montagneuses (Népal).

## Franchissement de la frontière
Quittant Gnatong au Sikkim le 11 décembre 1903, le corps expéditionnaire britannique pénètre, par le col de Jelap, en territoire tibétain, le 12 décembre 1903. Il est accueilli par des fonctionnaires chinois et tibétains qui lui demandent de ne pas pénétrer au Tibet.

## Progression

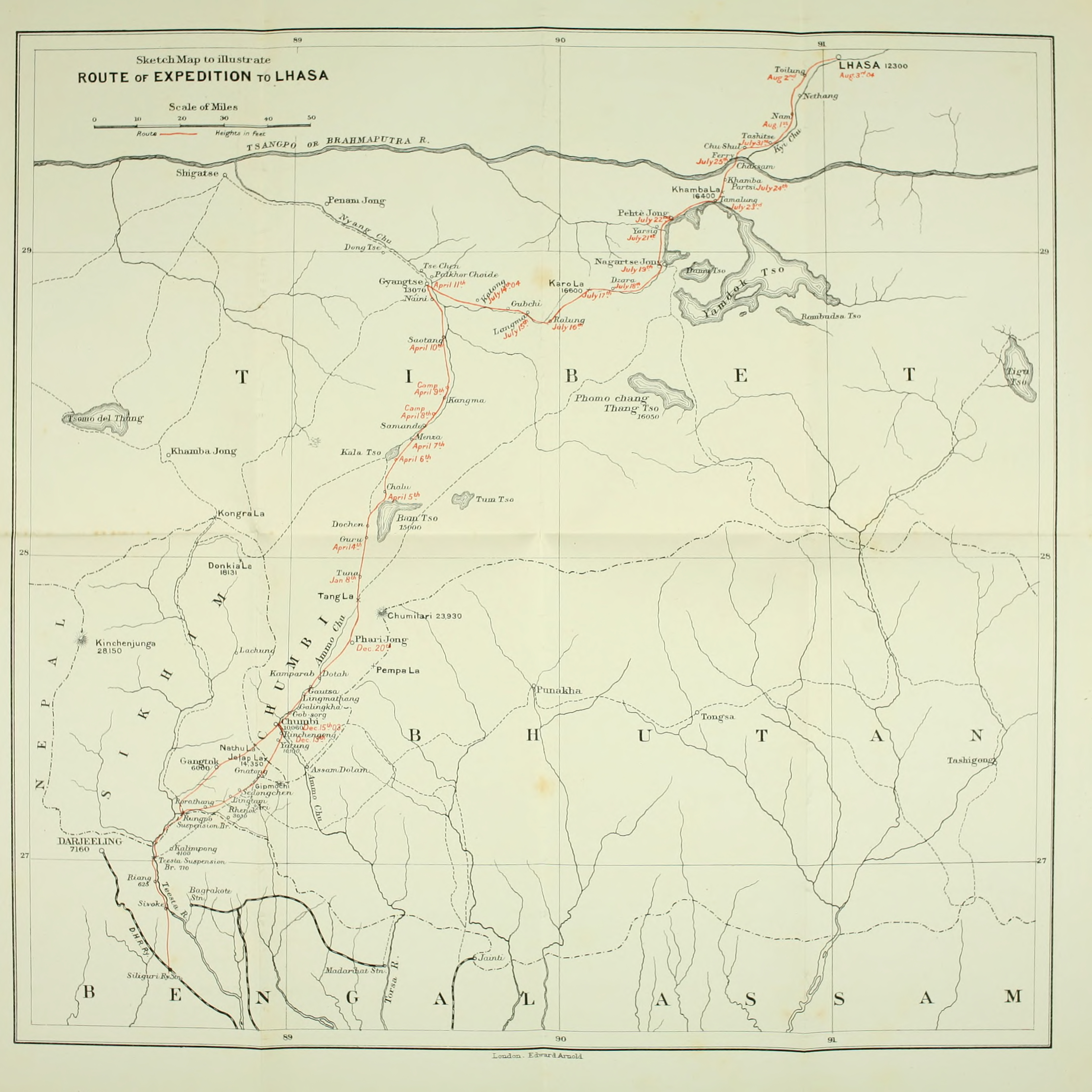
Itinéraire des étapes de l'itinéraire du corps expditionnaire britannique jusqu'à Lhassa, avec indication des dates.

L'armée britannique est bien préparée pour le conflit à venir en raison de la longue expérience qu'elle a acquise dans les guerres aux frontières de l'Inde. Le commandant, le général de brigade James Macdonald, prend ses quartiers d'hiver à la frontière du pays, mettant ce temps à profit pour entraîner ses troupes à proximité de sources régulières d'approvisionnement en nourriture et en logement, avant d'avancer en ordre en mars, et de faire plus de 80 km jusqu'à ce que se présente le premier obstacle majeur le 31 mars au col de Guru, près du lac Bhan Tso.

### Massacre de Chumik Shenko
Le 12 décembre 1903, a lieu l'affrontement militaire qui est connu sous le nom de massacre de Chumik Shenko. Les Tibétains ne font pas le poids, leur armée étant essentiellement moyenâgeuse face à des Britanniques armés de mitrailleuses Maxim et de fusils à verrou.
Faisant face à l'avant-garde de l'armée de Macdonald et bloquant la route se dresse l'armée tibétaine armée de 3000 mousquets à platine à mèche rudimentaires et tapie derrière un mur de roches de 1,5 mètre, prête à tirer sur les forces britanniques empiétant sur leur territoire. Sur la dénivellation au-dessus, ils ont disposé sept ou huit sangars (emplacements rocailleux constituant une fortification temporaire). Leur général va à la rencontre de Younghusband et Macdonald, mais affiche son inexpérience en ne fortifiant pas le côté occidental du col, laissant ses soldats y être à la vue de ses adversaires. Il espère éviter l'effusion de sang, alors que l'affrontement n'est pas encore une guerre et, peut-être en signe de bonne volonté, il ordonne, semble-t-il, à ses hommes d'éteindre la mèche de leurs mousquets, bien que le rallumage soit une opération longue et difficile. Macdonald refuse de se ranger aux mises en garde du général tibétain et envoie les soldats Sikhs et Gurkhas désarmer les forces tibétaines, lesquelles, bien que ne pouvant pas résister à leur avance à cause de l'extinction de leurs mèches, refusent de rendre les armes, il en résulte une rixe au milieu des sangars qui, bien que violente, n'est pas encore mortelle.
C'est à ce stade que la guerre éclate de façon irrémédiable. Les explications britanniques insistent sur le fait que le général tibétain se mit en colère à la vue de l'évolution de la rixe et tira sur un soldat Sikh au visage au lieu d'abandonner son pistolet moderne, provoquant de la part des camarades du soldat une violente riposte qui agrava rapidement la situation. Les explications des Tibétains diffèrent, affirmant que les Britanniques persuadèrent le général d'éteindre les mèches de ses troupes et qu'une fois que cela fut fait, les Britanniques commencèrent à tirer les premiers de toute façon, le tir fatal du pistolet du général ne se produisant que lorsque la bataille s'engagea. Quelle que soit la vérité sur la bataille, le combat proprement dit ne dure pas longtemps. Une fois désarmées, les forces tibétaines tentent de battre en retraite, mais se retrouvent empêtrées et gênées par le paysage escarpé, ce qui les met à la portée des tirs des régiments Sikh et Gurkha ainsi qu'à ceux, mortels, des mitrailleuses Maxim britanniques. En dépit de cette attaque foudroyante, les forces tibétaines refluent en bon ordre, refusant de tourner le dos ou de courir et ripostant à la baïonnette à la cavalerie qui les poursuit. À un demi mile du champ de bataille, les forces tibétaines atteignent un abri et sont autorisées à se retirer par le général de brigade Macdonald. Derrière elles, elles laissent entre 200 et 700 victimes et 168 blessés, dont 148 survivront, soignés en tant que prisonniers par les antennes chirurgicales britanniques. Parmi les morts, il y a le général qui prit la décision impétueuse et inexpérimentée d'éteindre les mousquets, contribuant au désatre. Du côté britannique, il y eut douze victimes.
Les soldats britanniques fauchèrent les Tibétains avec des mitrailleuses alors qu'ils fuyaient. « Je fus si malade de ce massacre que j'ai cessé le feu alors que l'ordre du général était de faire une aussi grande tuerie que possible », écrivit le Lieutenant Arthur Hadow, commandant du détachement de mitrailleuses Maxim. « Je souhaite ne plus avoir à abattre des hommes qui fuient ».
Au cours de cette bataille et des suivantes, les Tibétains portaient des amulettes, leurs lamas leur ayant promis qu'ils seraient protégés de tout préjudice comme par magie. Après une bataille, les Tibétains survivants montraient une confusion profonde sur l'inefficacité de ces amulettes.
Dans un télégramme envoyé à son supérieur en Inde, le lendemain du massacre, Younghusband écrivit : « J'espère que la terrible punition qu'on leur a infligée empêchera la poursuite des combats, et les amènera enfin à négocier ».
Passé le premier obstacle et avec une impulsion accrue, la force de Macdonald traversa les défenses abandonnées de Kangma une semaine plus tard, et le 9 avril essaya de franchir le Red Idol Gorge qui avait été fortifié pour empêcher le passage. Macdonald ordonna à ses troupes Gurkha d'escalader les versants escarpés de la gorge et se débarrasser des forces tibétaines nichées en haut des falaises. Aussi, ils commencèrent, mais bientôt se perdirent dans un fort blizzard, stoppant toute communication avec les forces Gurkha. Des heures plus tard, les forces en bas du col rencontrèrent des tirs et un échange désordonné continua jusqu'à ce que l'assaut cesse, aux environs de midi, les Gurkhas ayant par chance trouvé une voie vers une position au-dessus des troupes tibétaines. Ainsi, confrontés aux tirs des deux côtés, les soldats Sikh ayant grimpé sur la montagne, les Tibétains reculèrent et vinrent de nouveau sous les tirs nourris de l'artillerie britannique puis battirent en retraite en bon ordre, laissant derrière eux 200 morts. Les pertes britanniques furent de nouveau négligeables.
Il était évident que la mission allait être contestée quasiment à chaque col et village traversé, un problème pour Macdonald qu'il essayait de résoudre en dispersant ses forces, en unités de plusieurs centaines dispersées en différents endroits sur sa route menant aux plus petits postes de défenses tibétaines afin d'accélérer le passage de la force principale. Deux combats mineurs se produisirent vers cette date, un le 5 mai dans une ferme fortifiée nommée Chang Lo, où près de 800 Tibétains furent impliqués dans l'assaut de la garnison britannique du fort, alertée par les cris de guerre tibétains le temps de former les rangs et repousser les assaillants avec 160 morts. L'autre accrochage, le 9 mai fut certainement l'action la plus violente : une position tibétaine au col de Garo (5 800 mètres d'altitude) fut prise d'assaut par les Gurkha qui escaladaient une falaise verticale sous les tirs pour déjouer les manœuvres des Tibétains qui repoussaient la charge des soldats gurkhas, sikhs et britanniques. Pour une fois, les victimes furent plus uniformément réparties, bien que les Tibétains aient encore beaucoup souffert.
Au cours des deux mois suivants, Macdonald rassembla ses forces près de Chang Lo et franchit les obstacles mineurs avec l'intention d'attaquer le principal bastion tibétain de Gyantsé. Une fois cet obstacle franchi, la route de Lhassa serait alors ouverte, en raison du déplacement de faibles forces tibétaines occupées à disperser la force britannique. Le dzong de Gyantsé était toutefois trop solide pour qu'une petite unité en prenne possession car il donnait sur les routes d'approvisionnement britanniques, ce qui en fit la principale cible de l'armée de Macdonald. Le 28 juin, l'obstacle final empêchant l'assaut fut franchi quand un monastère fortifié qui en couvrait l'approche fut pris bâtiment par bâtiment par les soldats pachtounes.
Les réponses tibétaines à l'invasion s'étaient jusqu'alors totalement appuyées sur des défenses statiques et des tirs isolés venant des montagnes au passage des forces britanniques mais aucune ne s'était révélée efficace, et mis à part l'assaut raté de Chang Lo deux mois auparavant qui n'avait débouché sur aucune attaque contre les positions britanniques ni à des mouvements agressifs contre l'armée assiégeante. Cette attitude était un mélange de crainte justifiée face aux mitrailleuses Maxim et en partie dans la foi en la solidité de la roche pour défense, mais à chaque bataille ils ont été déçus principalement par leur faible armement et l'inexpérience des officiers.

### Prise de la forteresse de Gyantsé

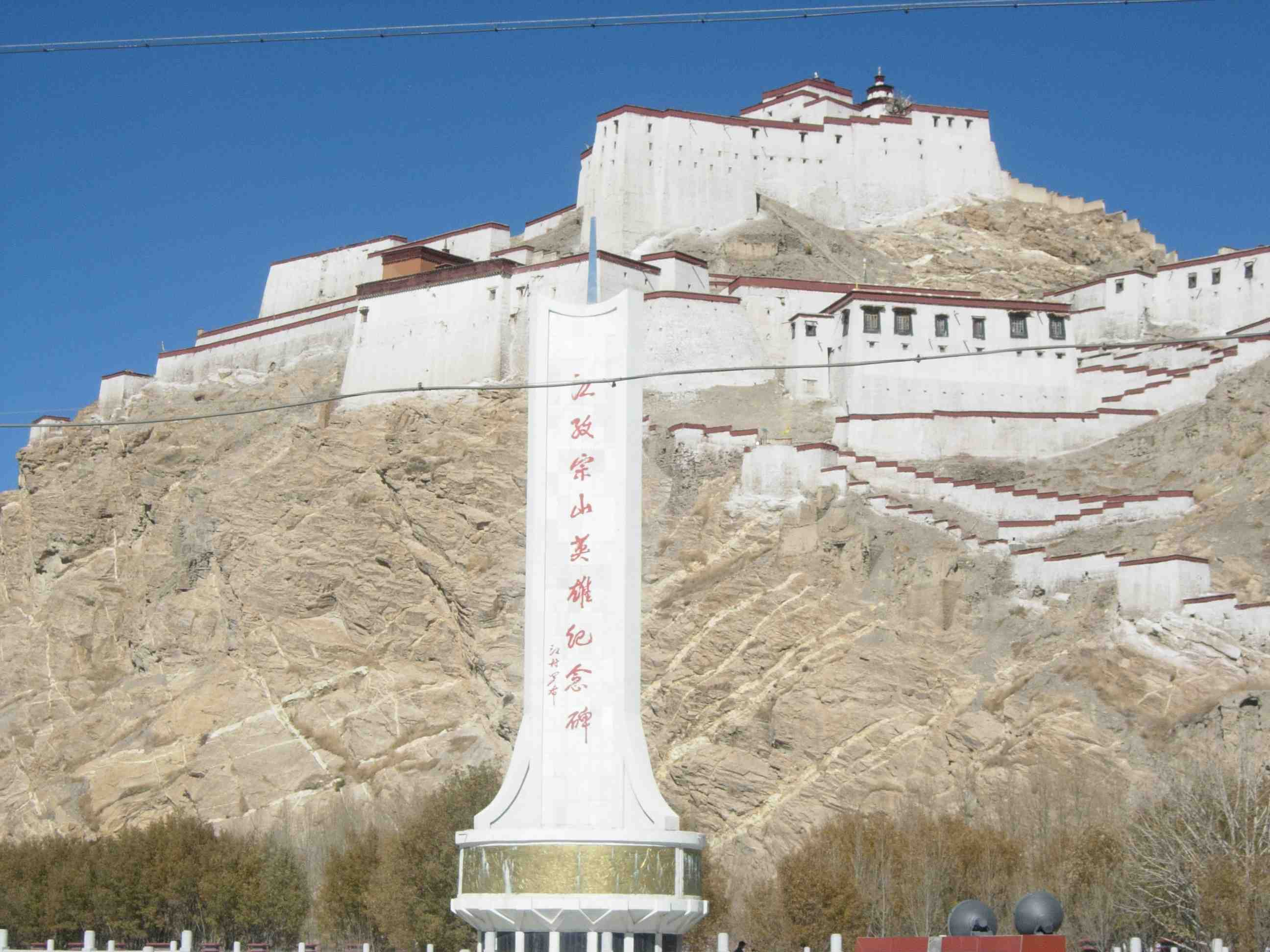
La forteresse de Gyantsé aujourd'hui

Le dzong de Gyantsé était une imposante forteresse bien protégée, ayant les meilleures troupes tibétaines et la seule artillerie du pays, commandée à partir d'une position défensive élevée au-dessus de la vallée. Les Britanniques n'avaient pas le temps pour un long siège soutenu, aussi Macdonald proposa-t-il que des feintes pourraient éloigner les soldats tibétains des murs plusieurs jours avant qu'un bombardement d'artillerie avec des armes spécifiques ne crée une brèche, qui pourrait être prise d'assaut immédiatement par sa force principale. Ce plan fut exécuté le 4 juillet, quand les Gurkhas capturèrent plusieurs batteries d'artillerie à proximité de la forteresse en escaladant les parois verticales sous les tirs.
L'assaut final, le 6 juillet, ne se déroula pas comme prévu, les murs tibétains étant plus solides que ce que l'on croyait. Il a fallu onze heures pour les franchir. La brèche n'était pas terminée à 16 heures, heure à laquelle l'assaut avait une petite chance de réussir avant la tombée de la nuit. Comme les Gurkhas et les Royal Fusiliers étaient chargés de briser le mur, ils se trouvaient sous les tirs lourds et eurent quelques victimes. Après plusieurs tentatives infructueuses pour franchir les murs, deux soldats réussirent à se faufiler par une étroite brèche sous les tirs des défenseurs. Quoique blessés tous les deux, ils tinrent leur position, permettant aux troupes qui les suivaient de passer à leur tour et d'emporter les défenses tibétaines.
Connaissant à présent le pouvoir des armes britanniques, les Tibétains battirent en retraite en bon ordre du fort, permettant aux Britanniques de contrôler la route menant à Lhassa.
Les deux soldats qui avaient franchi la muraille du dzong de Gyantsé furent récompensés. Le lieutenant John Duncan Grant (en) reçut la seule croix de Victoria décernée pour cette expédition, pendant que le sergent Pun reçut l'ordre du Mérite indien de première classe (équivalent à la croix de Victoria pour les militaires indiens qui ne furent pas éligibles à la croix de Victoria avant la Première Guerre mondiale).

## Entrée à Lhassa

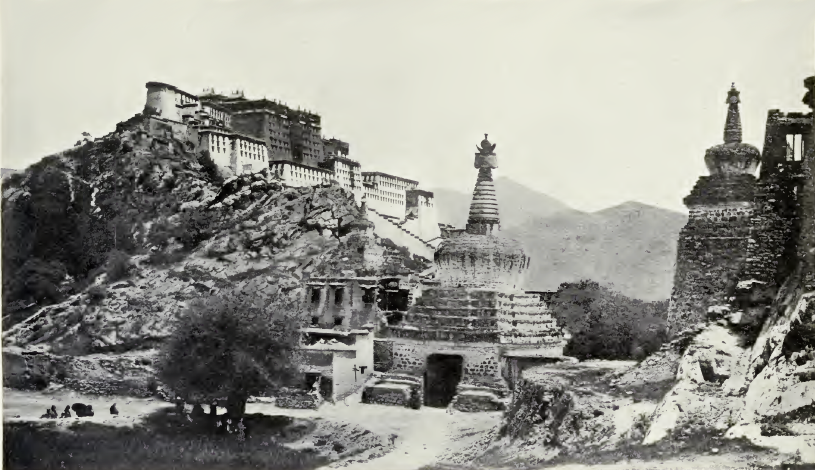
La porte ouest de Lhassa par où sont passés les soldats britanniques en 1904.

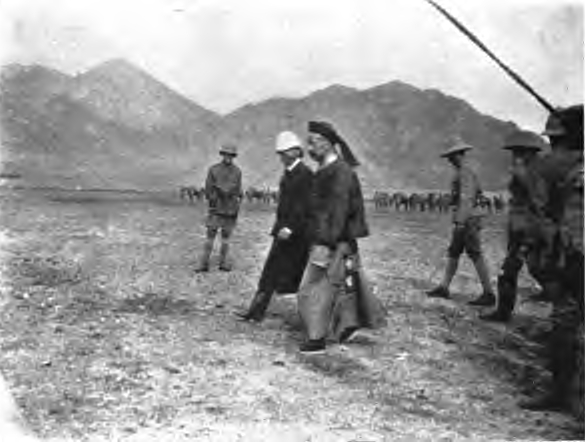
Le colonel Younghusband et le commissaire impérial Yutai aux courses de chevaux organisées à Lhassa en 1904.

Voyant les troupes britanniques se rapprocher de Lhassa, le 13e dalaï-lama, Thubten Gyatso, quitte une retraite de trois ans, le 30 juillet 1904. Il nomme Lobsang Gyaltsen régent du Tibet et lui donne son sceau avant de fuir, déguisé sous la robe cramoisie d'un simple moine. Il gagne tout d'abord un monastère à 20 lieues de Lhassa puis le monastère de Gandan, à Ourga, en Mongolie-Extérieure, où il espère obtenir l'appui du Tsar mais celui-ci, étant en guerre contre le Japon, ne peut intervenir au Tibet.
Dans les Marches tibétaines, les missionnaires français se réjouissent de la prochaine chute de Lhassa aux mains des Britanniques : ce sera « un jour de salut pour le Tibet ».
Le 3 août 1904, l'armée britannique arrive devant Lhassa où elle est accueillie par l'amban. Le lendemain, précédée de l'escorte du commissaire impérial (garde du corps, piquiers et fantassins), elle défile en grande tenue dans la ville, « sur les accords bruyants d'une musique militaire gurkha ». Youghusband est accompagné de tous les membres de la mission, des correspondants de guerre et de deux compagnies de fusiliers royaux et la 2e compagnie d'infanterie à cheval. Le colonel britannique, pour qui les lamas sont des despotes opprimant les Tibétains, rapportera, dans un courrier envoyé en Angleterre, que ses troupes avaient été saluées par des applaudissements et des encouragements de la part des habitants (il ignorait que taper des mains était chez les Tibétains la méthode employée pour chasser les mauvais esprits et pour faire pleuvoir). Du coup, s'imaginant les bienvenus, les militaires avaient levé leur couvre-chef pour remercier la population.
Le Petit Journal proteste de cette violation de l'Empire chinois par les Britanniques dans son numéro supplémentaire illustré du dimanche 20 novembre 1904 :

« Quant à la diplomatie européenne, elle ne semble pas s'être autrement émue de cette violation flagrante des traités, de cette audacieuse atteinte à l'intégrité de l'empire chinois, dont ne l'oublions pas, le Thibet est une des provinces principales. Un de nos parlementaires demandera-t-il compte à M. Delcassé de son silence et de son désintéressement dans cette importante affaire ? »

Une fois à Lhassa, les Britanniques ne peuvent que constater l'absence de toute trace d'aide aux Tibétains de la part de la Russie : pas de fusils, pas de soldats, pas même un seul représentant russe résidant dans la capitale. Les voilà bien embarrassés. En attendant qu'un accord soit conclu avec les Tibétains, les officiers britanniques organisent des tournois de lutte et de polo, des courses hippiques et même, le 19 août 1904, une partie de football, la première à être jouée à Lhassa.

## Signature de la Convention entre la Grande-Bretagne et le Tibet de 1904

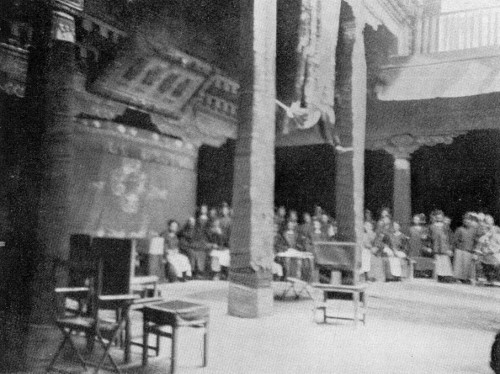
Signature de l'accord anglo-tibétain (1904) au Potala.

En raison de sa fuite, le 13e dalaï-lama est déchu de ses titres et remplacé par le représentant du gouvernement central chinois, l’amban Yutai, décision qui est placardée dans Lhassa.
Ne se souciant guère de l'absence du dalaï-lama, en qui il ne voit qu'un jeune chef comme ceux qu'il a connus en Inde, trop peu expérimentés pour être en mesure d'exercer de véritables responsabilités, Younghusband intime au régent, Lobsang Gyaltsen, et à d'autres responsables laïques et religieux (dont des représentants des monastères de Séra, Drepung et Ganden) de se réunir en tant que gouvernement ad hoc, pour signer, le 7 septembre 1904, la « convention entre la Grande-Bretagne et le Tibet de 1904 » ou « accord anglo-tibétain de 1904 ». Cependant, l’amban refuse de le parapher (la Chine étant « reléguée parmi les pouvoirs étrangers ») et continue à affirmer la suzeraineté de la Chine sur le Tibet.
Cet accord, qui permet aux Britanniques de commercer à Yadong, Gyantsé et Gartok et d'y avoir des agents, exige du Tibet : 
- le paiement d'une importante indemnité (562 500 livres, somme par la suite réduite),
- la cession de la vallée de Chumbi au Royaume-Uni de Grande-Bretagne et d'Irlande jusqu'à ce que l'indemnité soit payée ;
- la reconnaissance officielle de la frontière entre le Sikkim et le Tibet ;
- et la déclaration que le Tibet ne doit avoir aucune relation avec une autre puissance étrangère, ce qui transforme celui-ci en un nouveau protectorat indigène du Royaume-Uni[34],[35].

## Conclusion de la campagne
Après une présentation cérémoniale de cadeaux, les militaires britanniques quittent Lhassa le 23 septembre 1904, sans laisser ni résident ni soldats dans la capitale.
Aucun des deux camps ne pouvait être mécontent de l'issue de la guerre. Le Royaume-Uni avait « gagné » et reçu les accords désirés, mais sans réellement recevoir de résultats tangibles. Les Tibétains avaient perdu la guerre mais avaient vu la Chine humiliée dans son inefficacité à défendre le Tibet d'une incursion étrangère, et a pacifié l'envahisseur en signant un traité inapplicable et en grande partie hors de propos. Les troupes tibétaines capturées furent toutes libérées sans condition à l'issue de la guerre, beaucoup après avoir reçu un traitement médical.
Ce fut la réaction à Londres qui fut la plus féroce dans la condamnation de la guerre. En période édouardienne, les guerres coloniales étaient devenues de plus en plus impopulaires et les opinions politiques et publiques étaient mécontentes d'une entrée en guerre pour de si faibles raisons comme celles avancées par Curzon, et avec le début des combats, qui fut décrit au Royaume-Uni de Grande-Bretagne et d'Irlande comme étant le massacre délibéré d'hommes sans armes. Seul le soutien que leur a donné le roi Édouard VII a fourni à Younghusband, Macdonald, Grant et les autres officiers la reconnaissance qu'ils ont fini par recevoir pour ce qui était un exploit tout à fait remarquable, de conduire une armée sur une telle distance, en haute altitude en temps de gel dans des situations difficiles et qui atteint tous ses objectifs en seulement six mois, perdant seulement 202 hommes au combat et 411 d'autres causes. Si les victimes tibétaines n'ont jamais été dénombrées, on estime que 2000 à 3000 Tibétains furent tués.

## Butin de l'expédition
David Macdonald, qui, dans le cadre de l'Expédition, fut l'assistant ainsi que l'interprète du lieutenant-colonel Laurence Waddell, rapporte, dans son livre intitulé Twenty Years in Tibet, qu'il fut chargé de collecter, classer et cataloguer, pour le compte du Musée britannique et de la Bibliothèque Bodléienne, les livres et les objets d'art pris dans les monastères et les dzongs et transportés en Inde sur le dos de 400 mules : « En janvier 1905, j’ai été envoyé à Calcutta pour classer des livres et des trésors que d’autres et moi-même avions rapportés du Tibet à l'aide de plus de 400 mules. Ce butin comprenait des classiques bouddhiques, des statues de Bouddha, des œuvres religieuses, des casques, des armes, des livres et des céramiques. Le gros des céramiques furent envoyées à des spécialistes pour examen. Tous ces trésors furent conservés au Musée de l’Inde, où je travaille, et plus tard, au Musée britannique, au musée de l’Inde, à la Bibliothèque bodléïenne et la Bibliothèque administrative indienne »,,.

## Les conséquences
Les Tibétains en fait ne sont pas juste indisposés à respecter le traité ; ils sont également incapables d'exécuter plusieurs de ces dispositions. Le Tibet n'a aucune marchandise à fournir pour le commerce international et a déjà accepté les frontières de ses voisins. Néanmoins, les dispositions du traité de 1904 ont été confirmées par un traité en 1906 (la convention anglo-chinoise de 1906) signé par le Royaume-Uni de Grande-Bretagne et d'Irlande et la Chine. Les Britanniques, moyennant une rémunération de la part de la cour de l'Empereur Qing, s'accordent ainsi à « ne pas annexer le territoire tibétain ou d'interférer dans l'administration du Tibet », alors que la Chine s'engageait « à ne permettre à aucun autre pays étranger d'interférer avec le territoire ou l'administration interne du Tibet »,. Début 1910, L'empereur Qing de Chine envoie une expédition militaire de sa propre initiative au Tibet pour une administration directe. Cependant la dynastie Qing fut renversée avec la Révolution chinoise de 1911, qui commença en octobre 1911. Bien que les forces chinoises partirent encore une fois en 1913, la Première Guerre mondiale isola le Tibet et réduisit l'influence occidentale et l'intérêt russe avec la prise de pouvoir communiste en Russie. En 1950, ni les Britanniques ni les Indiens ne sont capables ou ne veulent s'impliquer lors du retour des forces chinoises. Le poste d'agent commercial britannique à Gyangté fut occupé de 1904 à 1944. Il fallut attendre 1937, avec la création du poste de « chef de la mission britannique à Lhassa », pour qu'un officier britannique eut une affectation permanente à Lhassa même. Les Britanniques semblent avoir mal interprété la situation militaire et diplomatique car il s'avéra que les Russes n'avaient pas les desseins sur l'Inde que les Britanniques prévoyaient, et la campagne était politiquement obsolète avant même qu'elle ne commence. Elle eut cependant « un effet profond sur le Tibet, le changeant pour toujours, et pour le pire, faisant beaucoup pour contribuer à la perte d'innocence du Tibet. ».

### Signature de l'accord anglo-chinois de 1906
Comme le traité de Lhassa implique que le Tibet est un État souverain habilité à signer des traités de son propre chef, le suzerain mandchou n'est pas d'accord et considère qu'il n'a aucune valeur juridique et ne peut entrer en vigueur.
Le Royaume-Uni annonce alors qu'il a toujours accepté les revendications chinoises de l'autorité sur le Tibet. Le vice-roi par intérim, Lord Ampthill, réduit les indemnités des deux tiers et assouplit considérablement les termes du traité par d'autres moyens. Les dispositions du traité de 1904 sont révisées dans la convention anglo-chinoise de 1906, signée entre le Royaume-Uni et la Chine. Les Britanniques, moyennant une rémunération de la part de la cour de l'Empereur Qing, s'accordent aussi à « ne pas annexer le territoire tibétain ou d'interférer dans l'administration du Tibet » tandis que la Chine s'engage « à ne permettre à aucun autre pays étranger d'interférer avec le territoire ou l'administration interne du Tibet »,,.

## Les interprétations ultérieures
Les historiens chinois écrivent que l'opposition héroïque des Tibétains face aux Britanniques n'était pas par loyauté envers le Tibet, mais envers la Chine. Ils déclarent que les troupes britanniques ont pillé et brûlé, que l'intérêt britannique pour des relations commerciales n'était qu'un prétexte pour annexer le Tibet, une étape vers l'objectif ultime, l'annexion de la Chine entière et que les Tibétains anéantirent les forces britanniques, Younghusband s'échappant avec seulement une petite escorte. Le gouvernement chinois a transformé l'épisode du dzong de Gyantsé en une « résistance face au British Museum » mettant en avant cette vision, tout comme sur d'autres sujets, comme la rude vie supportée par les serfs tibétains qui aimaient profondément leur mère-patrie chinoise La Chine traite également l'invasion dans le cadre de son « siècle d'humiliation » aux mains des puissances occidentales et japonaises et la défense en tant que résistance chinoise, alors que de nombreux Tibétains s'en souviennent comme un exercice de légitime défense tibétaine et un acte d'indépendance face à la dynastie Qing, indépendamment des événements au Tibet s'effondra dans les années suivantes.